# فيورين
فيورين (بالإنجليزية: Furin)‏ هو ببتيداز داخلي [الإنجليزية] ينتمي إلى عائلة كونفيرتاز طليعة الإنزيم [الإنجليزية] المشابه للسبتيليزين [الإنجليزية] وهو بروتياز سيرين ينتمي إلى العائلة S8، ويشفر لدى البشر بواسطة جين FURIN. يُحفز الفيورين المعالجة التحللية لطلائع البروتينات [الإنجليزية] (وهي بروتينات غير نشطة يجب أن يُقص منها جزء أو أجزاء لتصبح نشطة) الخاصة بحقيقيات النوى لتنشيطها. وهو بروتين عبر غشائي من النوع 1 يُعبر عنه بكثرة لدى الفقاريات وبعض اللافقاريات. من ركائز هذا الإنزيم: عوامل النمو، المستقبلات، بروتينات المطرس خارج الخلوي وكذلك البروتيازات الأخرى التي تتحكم ببعض الأمراض. زيادة على تنشيط البروتينات يلعب الفيورين دورا رئيسيا في التكون الجنيني والاستتباب، ومن الأمراض التي له دور فيها: الجمرة الخبيثة، إنفلونزا الطيور، السرطان، مرض آلزهايمر، حمى إيبولا، وغيرها.
يُعبَّر عن هذا البروتياز في مختلف أنسجة جسم الإنسان ويقوم في العادة بالقص في التسلسل أرجنين-X-(أرجنين/لايسين)-أرجنين (R-X-K/R-R) ويمكنه قص مختلف بروتينات الخلية، كما يمكنه قص البروتينات الفيروسية على سطح الخلية لتسهيل دخولها غلى الخلية، ومن الأمثلة على ذلك بروتين الشوكة الخاص بفيروس سارس-كوف-2.

## التسمية
كان هذا الجين يُعرف باسم FUR ( منطقة عكس الاتجاه لـFES (الجين الورمي للساركومة السنورية)) ولذلك سمي البروتين فيورين. يسمى هذا الجين كذلك PACE (الإنزيم القاص للحمض الأميني القاعدي المقترن). يُعرف هذا الجين كذلك باسم PCSK3 كونفيرتاز طليعة الإنزيم سبتيليزين/كيكسين 3.